# Gerardus Mercator

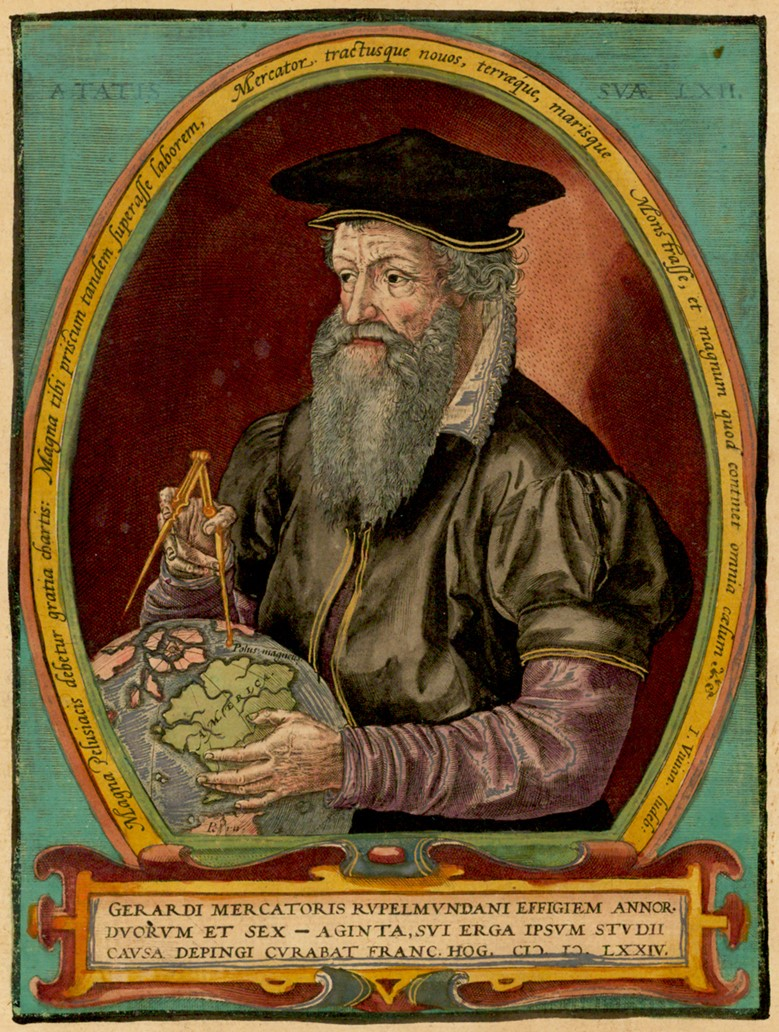
Chân dung Mercator của Frans Hogenberg, 1574

Gerardus Mercator (5/3/1512-2/12/1594) là nhà vẽ bản đồ, nhà địa lý học người Flemish (nay thuộc Bỉ). Ông có công lớn trong vẽ nên tấm bản đồ đầu tiên sử dụng phép chiếu mang tên ông: phép chiếu Mercator. 
Ông sinh năm 1512 tại một gia đình có bảy người con tại thành phố Rupelmonde, vùng Flander (nay thuộc vương quốc Bỉ).
Thuở nhỏ, Mercator học tiếng Latin và thần học tại thành phố Hertogensboch, Hà Lan. Năm 1530, ông theo học trường đạo học Leuven của Bỉ và tốt nghiệp tại đây năm 1532 với tấm bằng học vị thạc sĩ. Ông tiếp tục học toán, địa lý và điêu khắc với nhà khoa học Gemma Frisius và chạm khắc với nhà điêu khắc Gaspar Van der Heyden. Cùng với hai ông, Mercator đã vẽ nên các tấm bản đồ và những quả địa cầu cho các nhân vật quyền lực ở châu Âu thời bấy giờ.

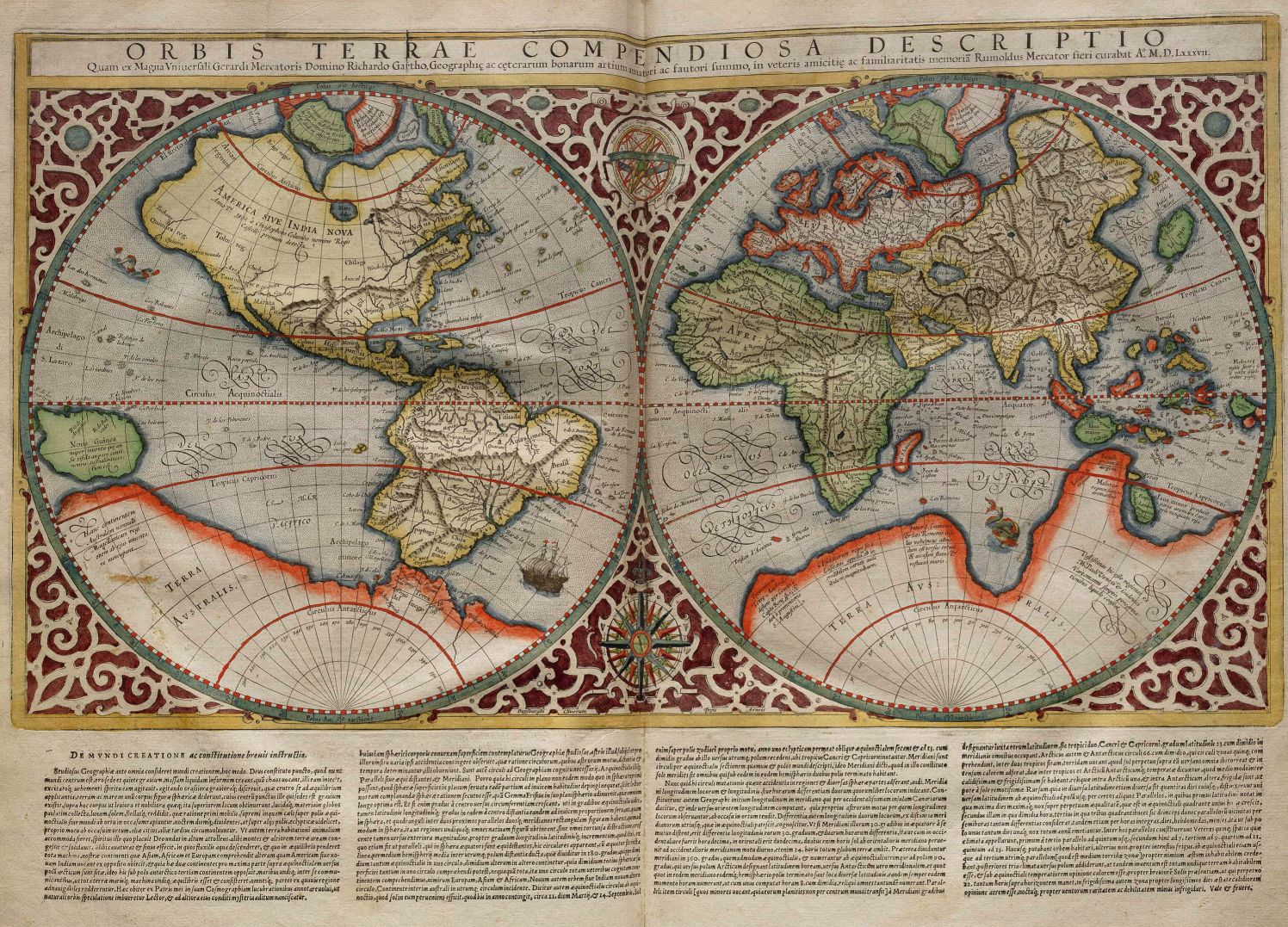
Bản đồ thế giới năm 1587 của Mecatore

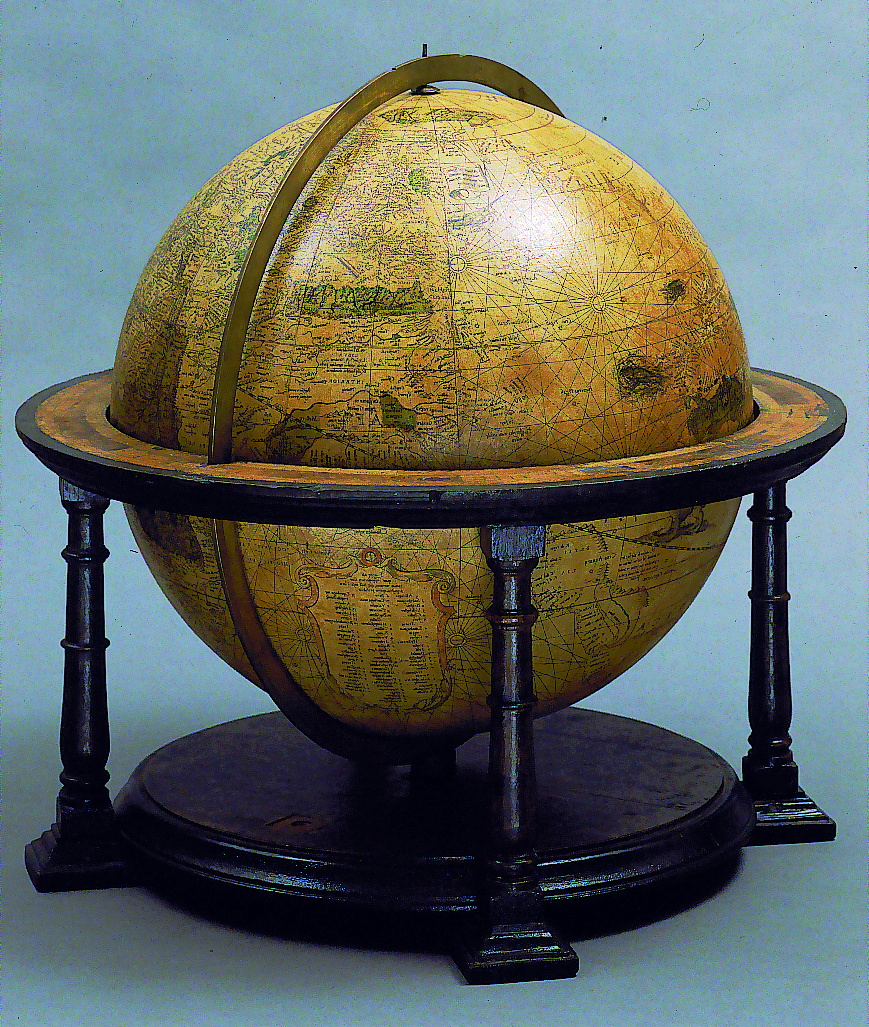
Quả cầu năm 1541

Vào thế kỉ XVI, thời kỳ Phục hưng ở trong giai đoạn cực thịnh. Người ta có nhu cầu sử dụng những tấm bản đồ có tính chính xác cao, phục vụ cho nhu cầu buôn bán, khám phá các vùng đất mới. Năm 1538, ông tạo ra tấm bản đồ thế giới đầu tiên với hình dáng hai nửa trái tim, còn gọi là phép chiếu Mercator. Điều này đã đi ngược với quan niệm của giáo hội Công giáo La Mã thời đó nên ông bị tống giam trong nhiều tháng. Sau khi được thả ra, Mercator chuyển đến Duisberg, thuộc công quốc Cleves, Đức. Tại đây, ông mở xưởng vẽ bản đồ riêng và học thiện phép chiếu của mình. Ông hoàn thiện và cho xuất bản những tấm bản đồ như bản đồ châu Âu (1554), bản đồ Lorraine (1564), bản đồ quần đảo Anh,... Năm 1569, Mercator cho xuất bản một tấm bản đồ theo phép chiếu mang tên mình. Ông đã vẽ các kinh độ và vĩ độ nhằm xác định một điểm bất kỳ trên Trái Đất, giúp việc xác định phương hướng trở nên dễ dàng hơn bao giờ hết.
Bên cạnh bản đồ, Mercator cũng cho in các quyển atlas (tập bản đồ) đầu tiên vào năm 1580. Chính sự kiện này mà thuật ngữ "atlas" lần đầu xuất hiện và mang nghĩa như chúng ta hiểu ngày nay trong lĩnh vực địa lý. Đầu những năm 1590, các cơn đột quỵ đã khiến ông bị liệt và lâm vào tình trạng mù lòa. Ngày 2/12/1594, Mercator qua đời, hưởng thọ 82 tuổi tại Duisburg, để lại những di sản quý báu cho nhân loại. Các tác phẩn của ông được trưng bày tại thành phố Sint Niklaas, Bỉ. Tại Rupelmonde, quê hương ông, người ta cho dựng bức tượng đồng của Mercator tại quảng trường trước nhà thờ lớn. Ngoài ra, để tôn vinh ông, một con tàu được đặt theo tên ông đã được đóng vào năm 1932. Ngày nay, con tàu vẫn đậu tại cảng Ostend, Bỉ và trở thành một viện bảo tàng. Còn phép chiếu của ông thì vẫn được đặt tên theo tên người tìm ra nó: Gerardus Mercator.